# Cattedrale di San Mena
La cattedrale di San Mena (in greco Καθεδρικός Ναός Αγίου Μηνά?) è la cattedrale ortodossa di Candia, nell'isola di Creta. La costruzione è iniziata il 25 marzo 1862 ed è stata interrotta a causa della rivoluzione cretese del 1866. La chiesa fu completata nei primi mesi del 1895 ed inaugurata il 16 aprile 1895 dal vescovo Timoteo di Creta. La chiesa è dedicata a San Mena (o San Minas), protettore della città di Candia.

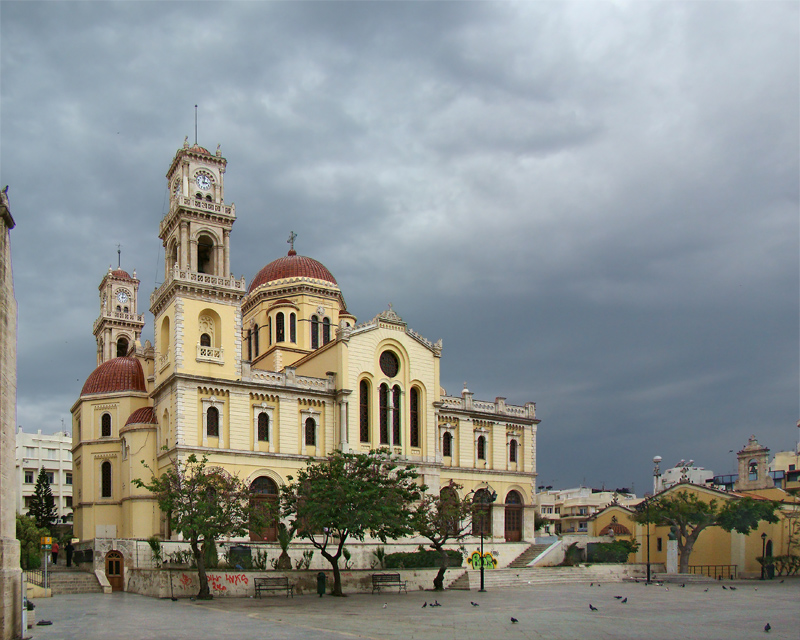